# Stowaway
Stowaway es una película de suspenso y ciencia ficción de 2021, escrita por Joe Penna y Ryan Morrison y dirigida por Penna. La película es protagonizada por Anna Kendrick, Daniel Dae Kim, Shamier Anderson y Toni Collette. La película fue estrenada por Netflix y Amazon Prime Video (en Canadá) el 22 de abril de 2021.

## Argumento
La tripulación del MTS-42, una misión de dos años a Marte, está formada por la comandante de la misión Marina Barnett, el biólogo David Kim y la investigadora médica Zoe Levenson. Después de despegar de la Tierra, la etapa superior de su vehículo de lanzamiento se conecta mediante amarres de 450 metros de largo al casco principal de la nave, que actúa como contrapeso para la gravedad artificial basada en la inercia.
Poco después del despegue, Barnett descubre al ingeniero de soporte de lanzamiento Michael Adams, un polizón accidental, inconsciente entre dos módulos. El cuerpo de Michael está enredado con un dispositivo que limpia el dióxido de carbono del aire en el barco. Mientras cae, el dispositivo se destruye sin querer.
La tripulación se ve obligada a utilizar botes de hidróxido de litio emergencia para limpiar el CO2 del aire. Desafortunadamente, los botes no pueden soportar la carga adicional. Barnett le ordena a David que cultive inmediatamente su experimento con algas en el barco, en lugar de en la colonia marciana, como estaba planeado. Solo la mitad de las algas sobreviven, proporcionando suficiente oxígeno para un tercer miembro de la tripulación. Sin otro suministro de oxígeno, la tripulación de cuatro personas se asfixiará semanas antes de llegar a Marte.
Barnett pide al control de la misión una solución que salve a los cuatro pasajeros, pero la única opción – un EVA no probado para escalar las ataduras y recuperar oxígeno líquido del cohete de la etapa superior gastado – se considera demasiado arriesgado. Barnett y David comienzan a aceptar el sacrificio de Michael, pero Zoe los convence de esperar diez días para que el control de la misión piense en otra solución.
Después de tres días, David rompe filas para explicarle la situación a Michael y le ofrece una inyección letal indolora. Michael casi se quita la vida, pero Zoe lo detiene y lo convence de que aguante un poco más. Ella insiste en trepar por las correas para recuperar el oxígeno líquido. David revela que el resto de las algas ha muerto, dejando solo suficiente oxígeno para dos. Ahora que enfrenta la muerte de dos pasajeros, acepta unirse a ella en la escalada.
Zoe y David realizan el EVA y el logran llenar dos cilindros, que es suficiente para mantener a dos pasajeros más. La radiación mortal de una llamarada solar de alta energía los obliga a dejar atrás uno de los cilindros. Regresan a la nave, pero debido a una falla crítica del equipo, se pierde el cilindro de oxígeno.
Después de reagruparse, la tripulación se da cuenta de que el gran tanque sigue perdiendo oxígeno, debido a la conexión improvisada. Si una persona se expone a la radiación letal y recupera el cilindro dejado en el primer intento, las otras tres pueden sobrevivir. Marina debe sobrevivir para pilotar la nave, pero los otros tres se ofrecen como voluntarios para hacer el sacrificio, sin embargo, Zoe finalmente insiste en hacerlo ella misma. Se las arregla para llenar y devolver el cilindro a la nave antes de sucumbir al envenenamiento por radiación.
Pasa sus últimos momentos fuera de la nave, contemplando un débil Marte entre las estrellas.

## Reparto
- Anna Kendrick como Zoe Levenson, la doctora del barco.
- Toni Collette como Marina Barnett, el comandante del barco.
- Daniel Dae Kim como David Kim, el biólogo del barco.
- Shamier Anderson como Michael Adams, un ingeniero de soporte de lanzamiento y el polizón

## Producción
En octubre de 2018, se anunció que Anna Kendrick fue elegida para aparecer en la próxima película de Joe Penna, interpretando a una investigadora médica. En enero de 2019, Toni Collette se unió al elenco, en el papel del comandante del barco. En mayo, Shamier Anderson fue elegido como el polizón titular, y Daniel Dae Kim se unió como el biólogo del barco.
El rodaje comenzó el 11 de junio de 2019 en Colonia y Múnich y terminó después de 30 días. El YouTuber y comunicador científico Scott Manley fue consultor de la película.

## Estreno
En noviembre de 2018, Sony Pictures Worldwide Acquisitions adquirió los derechos de distribución internacional de la película, excluyendo los Estados Unidos. En diciembre de 2020, Netflix adquirió los derechos de distribución de la película, adquiriendo territorios previamente comprados por Sony, con Amazon Prime Video listo para distribuir en Canadá. La película se estrenó el 22 de abril de 2021 excepto en los países de habla alemana donde el estreno de Netflix seguirá a las proyecciones en los cines, lo que sucederá en un momento indeterminado debido a la pandemia en curso.

## Recepción
Stowaway recibió reseñas generalmente positivas de parte de la crítica y mixtas de la audiencia. En el sitio web especializado Rotten Tomatoes, la película posee una aprobación de 76%, basada en 109 reseñas, con una calificación de 6.5/10 y un consenso crítico que dice: «Los problemas de ritmo evitan que Stowaway se involucre por completo, pero se distingue por su enfoque reflexivo y bien interpretado de una historia construida sobre un dilema moral atroz», mientras que de parte de la audiencia tiene una aprobación de 45%, basada en más de 1000 votos, con una calificación de 3.0/5.
El sitio web Metacritic le dio a la película una puntuación de 63 de 100, basada en 24 reseñas, indicando "reseñas generalmente favorables". En el sitio IMDb los usuarios le asignaron una calificación de 5.6/10, sobre la base de 46 911 votos, mientras que en la página web FilmAffinity la cinta tiene una calificación de 5.0/10, basada en 4156 votos.